# Distenia splendens
Distenia splendens es una especie de escarabajo longicornio del género Distenia, categorizada en la tribu Disteniini, de la orden Coleoptera. Fue descrita por Bates en 1870.

## Descripción
Mide 18 mm de longitud.

## Distribución
Se distribuye por Brasil.